# 低速電子線回折
低速電子線回折（ていそくでんしせんかいせつ、英語: low-energy electron diffraction、LEED）は電子回折法の一種であり、電子を試料に照射し、それが回折される様子を観察することで、固体の表面構造を解析する技術である。利用される電子のエネルギーが低い（20 - 200 eV）点で、同じ原理を用いた分析法である反射高速電子線回折（RHEED）（数 - 100 keV）と区別される。

## 装置
電子銃から発生させた電子線を試料に対して垂直に照射する。試料から後方散乱された電子の干渉パターンを、電子銃と同じ側に設置された半球形の蛍光スクリーンによって検出する。

## 原理
基本的な原理はX線回折や中性子線回折といった他の回折法と同様で、電子が波としての性質を持つ（物質波）ことを利用して、電子が試料の結晶格子と作用して起こる回折を観察することによって物質の結晶構造を調べる。ただ、X線や中性子線回折とは異なりLEEDで用いられる程度のエネルギーの電子では結晶内部へは数 nm ほどの深さまでしか到達しないため、LEEDでは試料の表面部だけの情報を測定することができる。
通常の回折法では当然ながら結晶格子は三次元的に広がるものとして回折条件が決められるが、LEEDやRHEEDでは、電子が結晶内部にほとんど侵入しないことから結晶の表面部分のみが二次元格子として取り扱われ、結晶格子の表面に垂直な成分は無視される。このとき逆格子は表面格子の逆格子点から表面と垂直な方向に向かって格子点が連続に連なる形となり（逆格子ロッド）、したがってエバルトの作図においてはロッドとエバルト球の交わる点すべてが回折光の強めあう方向となる。LEEDで用いられる半球状のスクリーンはエバルト球を拡大した物といえるから、スクリーン上には結晶表面の二次元格子の逆格子と同じ形状のパターンが観測される。